# Alunos do Samba
Alunos do Samba é uma escola de samba de Nova Friburgo, no estado do Rio de Janeiro, localizada no bairro de Conselheiro Paulino. Foi fundada em 2 de fevereiro de 1946, sendo a mais antiga e popular da cidade. A "Alunão", como é chamada tem muitos adeptos dos bairros Floresta, Alto do Floresta, Conselheiro Paulino, Santo André, Jardim Ouro Preto, Jardinlândia, Jardim Califórnia, Tio Dongo, Canto do Riacho entre outros. Foi campeã do Carnaval Friburguense, nos anos de 1947, 1948, 1950, 1954, 1955, 1963, 1964, 1965, 1987, 1990, 1995 e 1996.

## Segmentos

### Presidentes
| Nome              | Mandato      | Ref.  |
| ----------------- | ------------ | ----- |
| Felipe Guerra     | 2014 - 2016  | [ 2 ] |
| Alessandro Amorim | 2017 - atual |       |

### Diretores
| Ano         | Diretor de carnaval | Diretor de harmonia           | Mestre de bateria | Ref.        |
| ----------- | ------------------- | ----------------------------- | ----------------- | ----------- |
| 2016        | Márcio Venâncio     | Salgadinho, Daniele, Pedrinho | Arílson           | [ 1 ] [ 2 ] |
| 2017        | Jorge Eley          | Salgadinho, Daniele, Pedrinho | Arilson           |             |
| 2018        | Felipe Guerra       | Michele, Fernando e Celso     | Arilson           |             |
| 2019        | Felipe Guerra       | Michele, Fernando e Celso     | Mestre Riquinho   |             |
| 2020- Atual | Felipe Guerra       | Michele, Fernado e Celso      | Mestre Riquinho   |             |

### Coreógrafo
| Ano         | Nome    | Ref. |
| ----------- | ------- | ---- |
| 2017 - 2020 | Haroldo |      |

### Casal de Mestre-sala e Porta-bandeira
| Ano  | Nome                          | Ref.  |
| ---- | ----------------------------- | ----- |
| 2016 | Ronaldo Rock e Neide Graciosa | [ 2 ] |
| 2017 | Mosquito e Joice              |       |
| 2018 | Neide e Luiz                  |       |

### Rainhas de bateria
| Período     | Rainha        | Madrinha      | Ref.  |
| ----------- | ------------- | ------------- | ----- |
| 2016 - 2017 | Jucele Costa  | Kethney Pinho | [ 2 ] |
| 2018 - 2020 | Jéssica Gomes |               |       |

### Rainha de Honra
| Período | Rainha      | Ref. |
| ------- | ----------- | ---- |
| 2020    | Renata Nami |      |

## Carnavais
| Alunos do Samba                               |                                               |                                                                                            |                                                                                          |                                               |             |
| Ano                                           | Colocação                                     | Enredo                                                                                     | Carnavalesco                                                                             | Intérprete                                    | Ref.        |
| 1997                                          | 2º lugar                                      | Lunáticos numa Aquarela Sideral                                                            | Klayton Heller                                                                           | Nego Roger                                    |             |
| 1998                                          | 4º lugar                                      | No compasso do Criador Matriz dos meus descendentes                                        | Klayton Heller                                                                           | Nego Roger                                    |             |
| 2007                                          | 2º lugar                                      | Amor, sublime amor                                                                         | Jorge Freitas                                                                            | Nêgo Roger                                    | [ 3 ]       |
| 2008                                          | 4º lugar                                      | Este é o meu país, de um povo que canta, dança e é feliz                                   | Roberto Abreu                                                                            | Nêgo Roger                                    | [ 3 ]       |
| 2009                                          | 3º lugar                                      | Brasileiríssima                                                                            | André Tabuquine                                                                          | Nêgo Roger                                    |             |
| 2010                                          | 5º lugar                                      | O meu azul é mais bonito                                                                   | Alfredo Fraga                                                                            | Nêgo Roger                                    |             |
| Não houve desfiles em 2011, devido às chuvas. | Não houve desfiles em 2011, devido às chuvas. | Não houve desfiles em 2011, devido às chuvas.                                              | Não houve desfiles em 2011, devido às chuvas.                                            | Não houve desfiles em 2011, devido às chuvas. | [ 4 ]       |
| 2012                                          | 4º lugar                                      | Do Sagrado ao Profano, A Eterna busca do ser humano                                        | Alfredo Fraga                                                                            | Nêgo Roger                                    |             |
| 2013                                          | 3º lugar                                      | O Segredo da Flor de Lótus                                                                 | Comissão de Carnaval (Felipe Guerra, Ernesto Carvalho, Warley Ferreira e Roberto Passos) | Nêgo Roger e Matheus Reis                     | [ 5 ]       |
| Não desfilou em 2014.                         |                                               |                                                                                            |                                                                                          |                                               |             |
| Não desfilou em 2015.                         |                                               |                                                                                            |                                                                                          |                                               |             |
| 2016                                          | 4º lugar                                      | Bem aventurado os que são felizes                                                          | Márcio Venâncio                                                                          | Niu Souza e Matheus Reis                      | [ 1 ] [ 2 ] |
| 2017                                          | 3º lugar                                      | Vixe, Mainha! Oxente, cabra da peste. Meu Zé Carioca vem exaltar a brava nação do Nordeste | Ruan Everson Diniz                                                                       | Nêgo Roger e Matheus Reis                     |             |
| 2018                                          | 4° Lugar                                      | Raízes: a celebração das nossas origens                                                    | Ruan Everson Diniz                                                                       | Nêgo Roger                                    |             |
| 2019                                          | 2º Lugar                                      | Orgulho de ser celeiro de bamba, prazer sou Alunos do Samba                                | Paulo Schymydt                                                                           | Thiago Dos Santos                             |             |
| 2020                                          | 3º Lugar                                      | Com o Zé Carioca eu vou pelos caminhos da Estrada Real                                     | Alfredo Fraga                                                                            | Thiago dos Santos                             |             |